# حائط حب

حائط الحب

حائط الحب أو حائط أحبك بالفرنسية Le mur des je t'aime و الأنجليزية the I Love You Wall سعة هذا الجدار 40 متر مربع (430 م قدم) يقبع في ساحة الحديقة في حي مونمارتر في باريس اقام الحائط الخطاط فدريك بارون في عام 2000 كتب في الحائط كلمة أحبك بلغات مختلفة حوالي 250 لغة من لغات العالم و هناك رموز حمراء ترمز إلى قلب محطم .

## روابط
- Official website (English version)

‌